# Hambrücken
Hambrücken è un comune tedesco di 5 390 abitanti, situato nel land del Baden-Württemberg.